# 野間洋子
野間 洋子（のま ようこ、1978年11月14日 - ）は、元テレビ大分のアナウンサー。大分県豊後高田市出身。血液型A型。
2001年4月2日にテレビ大分に入社。2006年3月31日にテレビ大分を退社。
趣味はドライブ、映画鑑賞、ショッピング。

## アナウンサー時代の担当番組
- スパーク オン ウェイヴ（司会）
- TOSスーパーニュース（キャスター）
- ハロー大分
- TOSニュース

| スタブアイコン | サブスタブ | この項目は、まだ閲覧者の調べものの参照としては役立たない、アナウンサーに関連した書きかけの項目です。この項目を加筆・訂正などしてくださる協力者を求めています（PJ:アナウンサー）。 |